# Medal Listera

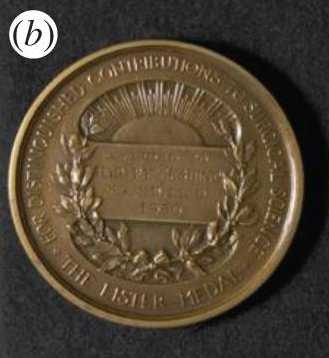
Medal Listera 1930

Medal Listera (ang. Lister Medal) – nagroda przyznawana przez Royal College of Surgeons of England za zasługi w dziedzinie chirurgii. Nazwa nagrody upamiętnia brytyjskiego chirurga, Josepha Listera. Wyróżnienie początkowo było nadawane przez Royal Society, a od 1920 roku przez Royal College of Surgeons of England, Royal College of Surgeons in Ireland, uniwersytet w Edynburgu i uniwersytet w Glasgow.
Po raz pierwszy Medal Listera przyznano w roku 1924 i do roku 2015 uhonorowano nim 27 osób.

## Nagrodzeni Medalem Listera
Lista nagrodzonych wraz z tytułem wykładu wygłaszanego przez laureata.
- 1924 William Watson Cheyne, On Lister’s Great Achievement
- 1927 Anton von Eiselsberg, Lister: A continental appreciation
- 1930 Harvey Cushing, Neurohypophysial mechanisms from a clinical standpoint
- 1933 Charles Alfred Ballance, On Nerve Surgery
- 1936 Robert Muir, Malignancy with illustrations from the pathology of the mamma
- 1939 René Leriche, The Listerian Idea in the Year 1939
- 1942 Evarts Graham, Some Aspects of Bronchiogenic Carcinoma
- 1945 Howard Walter Florey, The Use of Micro-organisms for Therapeutic Purposes
- 1948 Geoffrey Jefferson, The Mind of Mechanical Man
- 1951 James Learmonth, After Fifty-Six Years
- 1954 Victor Ewings Negus, The Comparative Anatomy and Physiology of the Respiratory Tract in Relation to Clinical Problems
- 1957 Stewart Duke-Elder, The Emergence of Vision in the Animal World
- 1960 Wilder Penfield, Activation of the Record of Human Experience
- 1963 Charles Illingworth, On the Interdependence of Science and the Healing Art
- 1966 Russell Brock, Surgery and Lister
- 1969 Michael Woodruff, Biological aspects of individuality
- 1972 John Webster Kirklin, An Academic Surgeon's Work
- 1975 John Charnley, Aspects of total asepsis in the operating room with special reference to clean air systems
- 1978 Francis Daniels Moore, Science and service
- 1981 John Cedric Goligher, The Skeptical Chirurgeon
- 1984 Roy Yorke Calne, Organ transplantation: from laboratory to clinic
- 1987 Patrick Forrest, Breast cancer: 121 years on
- 1990 Harold Hopkins, The development of the modern endoscope
- 1994 Norman Shumway, Transplantation of the heart
- 1997 Peter John Morris, Kidney transplantation: a remarkable story of science and surgery
- 2010 Graeme Clark, What can electrical stimulation with a cochlear implant tell us about Brain Function and Human Consciousness?
- 2015 Magdi Yacoub, The Glory and Threat of Science and Medicine